# Fred Willard (écrivain)
Pour les articles homonymes, voir Willard.
Fred Willard, né le 8 juin 1947 à Atlanta, en Géorgie, aux États-Unis, est un écrivain américain, auteur de roman policier.

## Biographie
Dans les années 1960, il fait des études de littérature anglaise et en français à l'université Brown. Il en est expulsé à plusieurs reprises pour son activisme politique contre la guerre du Viêt Nam et en faveur des droits civiques pour les Noirs américains. Pendant vingt ans, il est photographe pour des quotidiens de Géorgie ou de Floride, puis il s'installe pendant deux ans comme artiste photographe dans l'État de Washington.
En 1989, il décide de se consacrer à l'écriture et, en 1997, publie son premier roman, Ketchup karma (Down On Ponce). Ce roman rencontre un « succès public et critique » et « fait exceptionnel, pour un ouvrage américain, figure parmi les sélections du Dagger Award, prix britannique des CWA ». Selon Nathalie Mège, traductrice et collaboratrice du Dictionnaire des littératures policières, « au-delà d'un récit hardboiled hilarant et haletant et d'une crédibilité à toute épreuve dans la caractérisation de ses personnages, la grande réussite de Willard est de jongler entre action endiablée, ambiances urbaines noires, scènes cocasses et jeu jubilatoire sur le fait d'écrire ».
Son deuxième roman, Princesse Friponne et la Cadillac maudite (Princess Naughty and the Voodoo Cadillac) « s'intéresse de nouveau au pouvoir de l'argent qui corrompt la cité [et] est une variation ironique sur le thème de la revanche des ratés ».
Il est également l'auteur de nombreuses nouvelles.

## Œuvre

### Romans
- Down On Ponce (1997) Publié en français sous le titre Ketchup karma, Fleuve noir, coll. « Les Noirs » no 69 (1999)  (ISBN 2-265-06586-2)
- Princess Naughty and the Voodoo Cadillac (2000) Publié en français sous le titre Princesse Friponne et la Cadillac maudite, Éditions du Rocher, coll. « Grands romans » (2003)  (ISBN 2-268-04533-1)

### Nouvelles
- The Ghosts of Ponce de Leon Park (1998)
- Shopkeeper's Daughters (1999) Publié en français sous le titre Filles de boutiquiers, Polar no 22 (2000)  (ISBN 9-782-74360-599-5)

## Sources
: document utilisé comme source pour la rédaction de cet article.
- Claude Mesplède (dir.), Dictionnaire des littératures policières, vol. 2 : J - Z, Nantes, Joseph K, coll. « Temps noir », 2007, 1086 p. (ISBN 978-2-910-68645-1, OCLC 315873361), p. 1025-1026.